# Bad Überkingen
Bad Überkingen è un comune tedesco di 3 992 abitanti, situato nel land del Baden-Württemberg.